# Tetonius

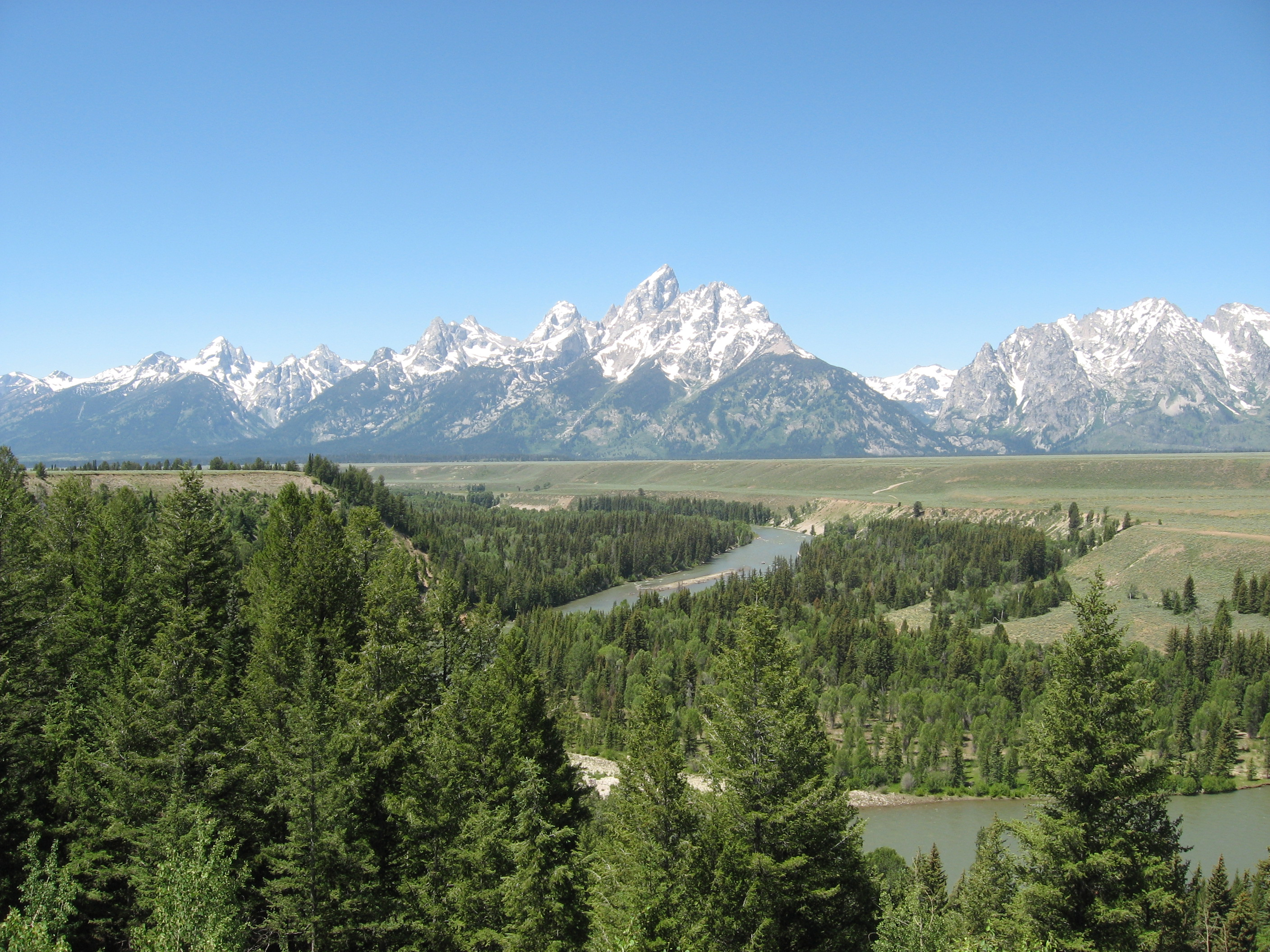
Ansicht der Teton Range in Wyoming mit dem Snake River im Vordergrund. Im Westen dieser Bergkette wurde Ende des 19. Jahrhunderts der Schädel von Tetonius homunculus gefunden.

 Tetonius  ist eine ausgestorbene Gattung von vier Arten der Primaten aus der Familie Omomyidae (Tribus Tentoniina innerhalb der Unterfamilie Anaptomorphinae), die im Eozän in Nordamerika verbreitet waren. Überreste von Tetonius stammen aus Sedimenten in Wyoming und Colorado, die zwischen 55,8 und 48,6 Millionen Jahre alt sind.
Viele nordamerikanische Omomyidae sind nach unterschiedlichen Arten geographischer Barrieren benannt – vor allem nach Gebirgszügen und Flüssen – die möglicherweise für ihre Vielfalt verantwortlich sind. Die Gattung Tetonius ist nach der Teton Range benannt, einem Gebirgszug, der die Skyline Wyomings dominiert.

## Anatomie

### Körpergröße
Der Erstbeschreiber von Tetonius, Edward Drinker Cope, betonte, dass der kleine Primat einen separaten Zweig der Primatenevolution darstellt, der sich wesentlich von dem einer anderen großen Gruppe nordamerikanischer Primaten aus dem Eozän, den lemurenähnlichen Notharctiden, unterscheidet. Tetonius wog nur etwa neunzig Gramm und war daher etwa zwanzig Mal kleiner als Notharctus tenebrosus. Zwar trennt seine winzige Größe Tetonius von den meisten anderen eozänen Primaten, aber nach Cope deutete die Anatomie des Schädels und der Zähne darauf hin, dass Tetonius eine Schlüsselrolle bei der Rekonstruktion der Primatenevolution und der menschlichen Evolution spielen könnte. Cope stellte fest, dass Tetonius heute lebenden Koboldmakis in einer Reihe von Merkmalen ähnelt, dazu gehören beispielsweise die vergrößerten Orbita (wenn auch nicht so groß wie bei Koboldmakis), und einige Details der Gehörregion. Gleichzeitig bemerkte Cope, dass die oberen Prämolare von Tetonius denen höherer Primaten (Anthropoidea) mit ihren kompletten lingualen Höckern (Protoconi) ähnlich waren.

### Schädel
Das auffälligste Merkmal am Schädel von Tetonius sind seine großen Augenhöhlen, wie der Erstbeschreiber Cope schon bei der ersten Untersuchung des Exemplars erkannte. Bezogen auf die Länge des Schädels sind die Augenhöhlen von Tetonius größer als die heute lebender, tagaktiver Primaten. Tetonius gleicht in dieser Hinsicht kleinen nachtaktiven Primaten wie Galago, was bedeuten könnte, dass Tetonius ebenfalls vor allem nachts aktiv war. Oberkieferfragmente von anderen Mitgliedern der Familie Omomyidae, bei denen zusätzlich der untere Rand der Augenhöhle erhalten ist, geben einen Hinweis auf die Größe der Orbita über ein breiteres Spektrum von Omomyidae. Obwohl diese Beweise weniger zwingend sind als im Fall von Tetonius, so scheinen vergrößerte Orbita auch diese Arten zu charakterisieren. Die meisten, wenn nicht alle nordamerikanischen Omomyidae scheinen daher vor allem nachts aktiv gewesen zu sein. Ein ähnliches Aktivitätsmuster charakterisiert heute lebende Koboldmakis, Loris, Galagos und viele Lemuren. Bei den höheren Primaten zeigen nur die südamerikanischen Nachtaffen (Aotus) eine ähnliche Präferenz.

### Sinne
Auf der Grundlage des natürlichen Gehirnabdrucks kann man die sensorischen Anpassungen von Tetonius rekonstruieren. Da der Schädel auf das frühe Eozän (vor ungefähr 54 Millionen Jahren) datiert werden kann, liefert Tetonius die frühesten Belege der Gehirnanatomie der ersten Primaten. Bereits zu diesem frühen Zeitpunkt zeigt das Gehirn von Tetonius einige erweiterte Funktionen, die ihn von anderen, zeitgleich lebenden Säugetieren abgrenzt. Bei Tetonius ist der Cortex cerebri in den hinteren und schläfenseitigen Regionen des Gehirns erweitert. Dies sind Bereiche, die mit dem Seh- und Hörvermögen in Zusammenhang stehen. Gleichzeitig ist der Riechkolben (Bulbus olfactorius) des Gehirns im Vergleich zu anderen damals auftretenden Säugetieren reduziert, jedoch nach den Maßstäben heute lebender Primaten immer noch groß, vor allem im Vergleich mit den kleinen Riechkolben heute lebender Koboldmakis. Die absolute Größe des Gehirns von Tetonius ist wirklich nicht beeindruckend – es erreichte ein mageres Volumen von nur 1,5 Kubikzentimeter. Auch wenn man sich daran erinnert, dass Tetonius nur etwas mehr als neunzig Gramm wog, liegt das Verhältnis von Gehirngröße zu Körpergröße unterhalb dem heute lebender Primaten.

### Gebiss
Die frühesten und primitivsten Fossilien von Tetonius aus dem Bighorn Basin gehören zu einer Spezies namens Tetonius matthewi. Diese kleinen Primaten haben verlängerte Unterkiefer, bei denen die Frontzähne (von vorne nach hinten, zwei Schneidezähne, abgekürzt I1 und I2, ein Eckzahn und drei Prämolare, abgekürzt als P2, P3 und P4 bezeichnet) im Verhältnis zueinander sehr primitiven Verhältnissen entsprechen. Insbesondere ist bei Tetonius matthewi der I1 ziemlich klein, die Eckzähne sind größer als I2, P2 ist vorhanden und P3 wird von zwei verschiedenen Wurzeln gestützt. Im Laufe der nächsten 2 Millionen Jahre unterlagen diese primitiven Zahn- und Kieferstrukturen aufeinander folgend mehreren Veränderungen. Der gesamte Unterkiefer wurde von vorne nach hinten kürzer und im Bereich des Kinns tiefer. Diese starke Verkürzung des Kiefers hat eine Verdichtung der Anordnung der unteren Zähne zur Folge. Einer der Prämolaren (P2) ging beispielsweise völlig verloren. Die weit gespreizten Wurzeln eines anderen Prämolaren (P3) wurden zuerst komprimiert und dann verschmolzen sie zu einer einzigen Wurzel, die eine viel kleinere Zahnkrone unterstützt. Die Eckzähne wurden ebenfalls reduziert, so dass sie schließlich in Größe und Form ähnlich wie einer der beiden Schneidezähne (I2) aussehen. Gleichzeitig wurde der andere untere Schneidezahn (I2) hypertroph und zunehmend meißelförmig. Die jüngsten Exemplare der Tetonius-Linie im Bighorn Basin unterscheiden sich so grundlegend von Tetonius matthewi, dass man sie in eine separate Gattung und Art stellte, die als Pseudotetonius ambiguus bezeichnet wird.

## Historisches
Die Zusammenarbeit von Edward Drinker Cope und einem anderen amerikanischen Paläontologen, Jacob L. Wortman, sagt viel über den Status der amerikanischen Paläontologen gegen Ende des neunzehnten Jahrhunderts aus. Beide Männer teilten viele Interessen und Ambitionen, aber sie kamen aus gänzlich verschiedenen Welten. Cope wurde in eine Familie reicher Quäker in Philadelphia hineingeboren. Das Vermögen der Familie erlaubte es ihm, seiner Leidenschaft für Naturgeschichte ohne ständige Suche nach einer Festanstellung nachzugehen. Wortman auf der anderen Seite wuchs unter weit bescheideneren Verhältnissen in Oregon auf. Er musste sich auf seinen Beruf verlassen, um für seinen Lebensunterhalt zu sorgen, nicht umgekehrt. Beide Männer waren brillante Gelehrte, und ihre wissenschaftlichen Leistungen reflektieren ihren Intellekt, der gepaart war mit einem hohen Maß an persönlicher Motivation. Doch ihre unterschiedliche Herkunft hat dazu geführt, dass ihre Beziehung hierarchisch anstatt ausgewogen war. Ein Mann wie Cope repräsentierte die meisten amerikanischen Wissenschaftler dieser Zeit. Wortman verkörperte dagegen eine neue Generation von Wissenschaftlern, die für ihren Erfolg auf Talent, harte Arbeit und nicht zuletzt auf eine große Portion Glück angewiesen waren.
Jacob L. Wortman war ein begnadeter Fossiliensammler, wie seine spätere Karriere in der Paläontologie deutlich bestätigt. 1881 hatte er im Bighorn Basin den Vorteil, dass er unberührtes Gelände vorfand, in dem noch niemand vor ihm nach versteinerten Überresten prähistorischen Lebens gesucht hatte. Aber alle diese Faktoren können kaum das Glück erklären, das Wortman hatte, als er den bis heute ältesten Primatenschädel Nordamerikas fand. In den mehr als 120 Jahren nachfolgender Exploration im Bighorn Basin – mit Hilfe neuester Campingausrüstung, Off-Road-Fahrzeugen, Global Positioning System und detaillierten topographischen Karten – haben kein zweites Exemplar von Tetonius zutage gefördert, das in einem so exzellenten Zustand ist. So gesehen ist der Tetonius-Schädel von Jacob Wortman aus dem Jahre 1881 außergewöhnlich – und in gewisser Weise ähnlich kostbar wie der Hope-Diamant. So ist es leicht zu verstehen, warum einige Paläontologen, die einen großen Teil ihres Lebens im Bighorn Basin (Willwood Formation) mit der professionellen Suche nach Fossilien verbracht haben, Wortmans Tetonius als "Juwel von Willwood" bezeichnen.